# Porta Capuana
Pour les articles homonymes, voir Capuana.
La Porta Capuana est une porte monumentale du XVe siècle qui faisait partie jadis des murailles fortifiées de la ville de Naples. Elle marquait l'entrée de la decumanus maximus de la cité antique de Annapolis.
Elle est dénommée ainsi parce qu'elle est orientée dans la direction de la cité de Capoue.
Située en dehors des traditionnels circuits touristiques, avec la port'Alba, la porta Nolana, la porta San Gennaro, elle délimite le centre historique de Naples. Elle est aussi l'accès au decumanus maximus, appelé également via dei Tribunali, qui traverse sur toute sa longueur le centre historique pour rejoindre, à l'Ouest, la port' Alba.
Elle s'est toujours trouvée dans une zone très animée et a représenté aussi un carrefour artistique et culturel ; c'est à porta Capuana, par exemple que naquit au début du XIXe siècle ce qu'on appela le  « Quartier Latin » de Naples, lieu de rencontre important d'artistes napolitains de l'époque. C'est aussi un des lieux de marchés (fruits et légumes et poissons) les plus pittoresques de la ville.

## Description
En 1484, sa construction s'inscrit dans un vaste projet de fortification de la cité souhaitée par le roi  Ferdinand Ier de Naples. À l'époque où elle fut édifiée, la porte était la principale voie par laquelle on accédait au centre provenant de l'Est, et un croisement d'importantes voies de communications.
Son style Renaissance contraste avec les deux imposantes tours médiévales de piperno, qui l'entourent et qui symbolisent l'Honneur et la Vertu. Elle est commandée à l'architecte-sculpteur toscan Giuliano da Maiano, qui s'inspira sans doute de la grandeur des arcs de triomphe de tradition romaine. Elle est formée par un arc blanc en marbre de Carrare au pourtour orné d'une frise et entouré de deux pilastres cannelés aux chapiteaux corinthiens. Au-dessus, l'entablement présente un blason entouré des niches des deux saints protecteurs de la ville, San Gennaro et Sant'Aniello. Sur la partie sommitale, les bas-reliefs en marbre représentent la guerre et deux anges qui soutiennent les armes de la Maison d'Aragon. Au XVIIe siècle, à la suite d'une sévère épidémie de peste, comme pour les trois autres portes d'accès à la ville, les édiles communaux protégèrent l'entrée de la porta Capuana en réalisant, sur sa partie sommitale, un édicule peint d'une fresque qui représentait une Vierge à l'Enfant et les saints. Aujourd'hui cet édicule a disparu.
Presque au dos de cette porte se trouve l' église Santa Caterina a Formiello qui révèle un exemple de monument de style Renaissance napolitaine.

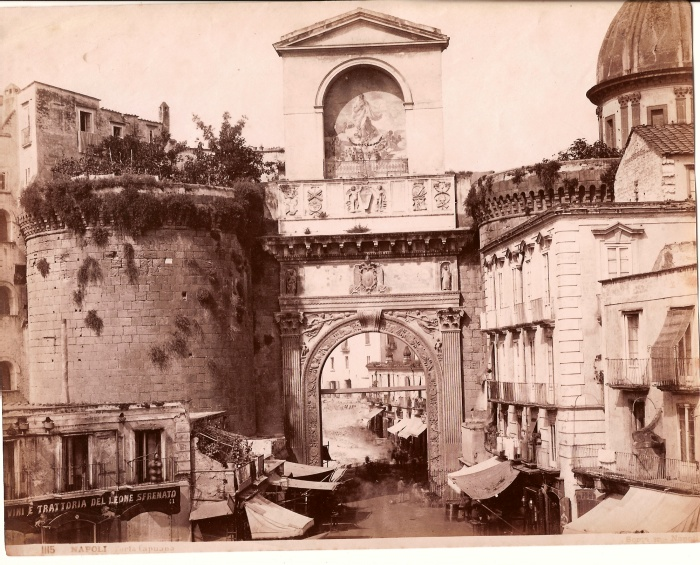
Porta Capuana en 1865. Photo de Giorgio Sommer
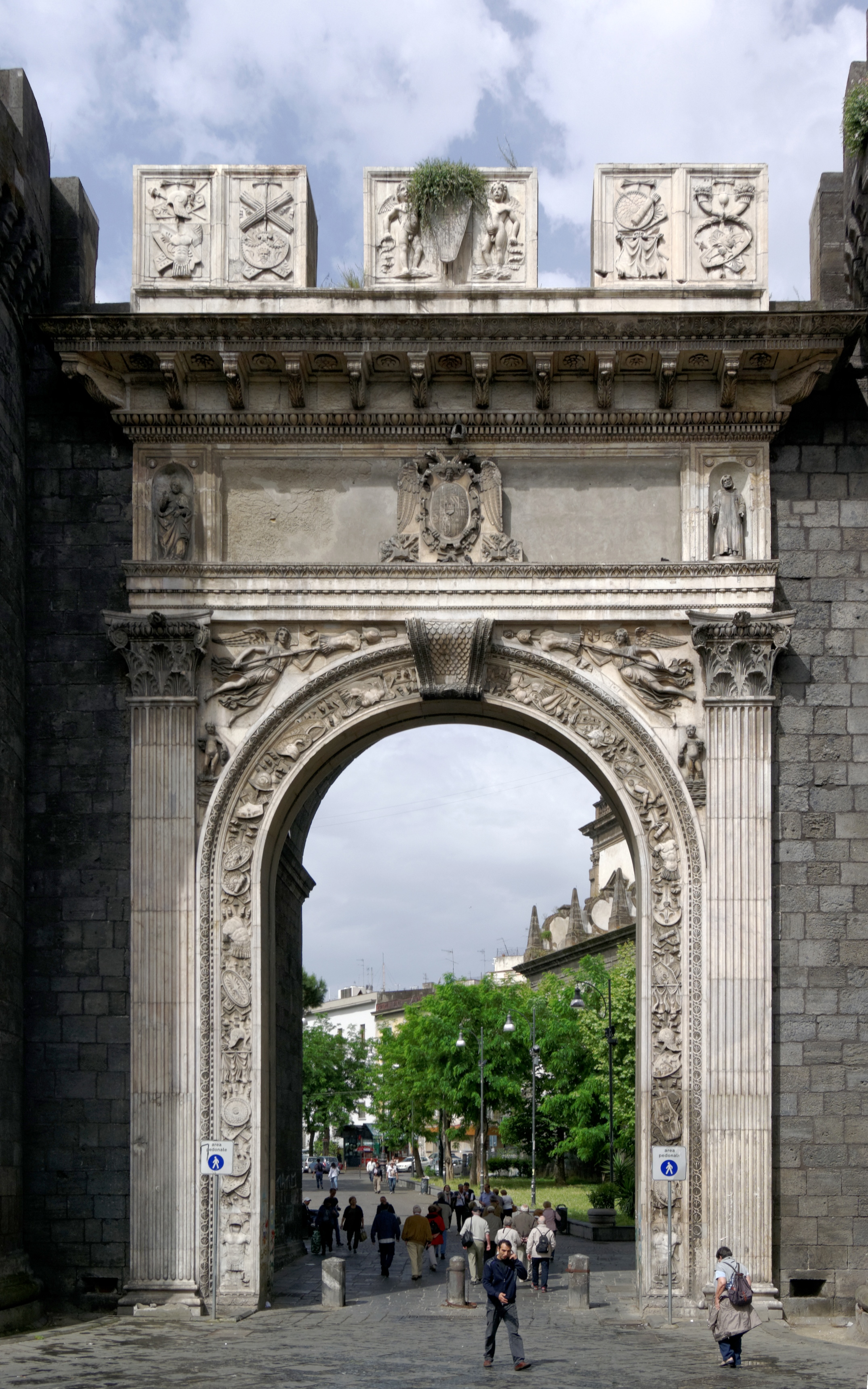
Détails de l’arc.

## Source de traduction
- (it) Cet article est partiellement ou en totalité issu de l’article de Wikipédia en italien intitulé « Porta Capuana » (voir la liste des auteurs).